# Claudia Schäfer-Rudolf
Claudia Schäfer-Rudolf (* 2. August 1970 in Ulm als Claudia Schäfer) ist eine deutsche Kommunalpolitikerin (CSU). Seit dem 1. Mai 2020 ist sie Bürgermeisterin der Stadt Senden.

## Ausbildung und Werdegang
Schäfer-Rudolf machte 1989 Abitur am Illertal-Gymnasium Illerzell. Sie begann kurz darauf ein Praktikum bei der Illertisser Zeitung und stieg damit in eine journalistische Ausbildung ein. 1990 volontierte sie bei der Augsburger Allgemeinen Zeitung und arbeitete später auch für die Neu-Ulmer Zeitung und die Südwest Presse (swp).
1994 begann sie eine Ausbildung als Finanzassistentin bei der Ulmer Volksbank. Zwei Jahre später wechselte sie jedoch wieder in das journalistische Fach zurück, da flexiblere Arbeitszeiten die Vereinbarung von Kindererziehung und Beruf besser ermöglichten.

## Politische Tätigkeit
Über die Tätigkeit als Elternbeirätin der Grundschule Senden begann sich Schäfer-Rudolf für die Sanierung und Modernisierung der Sendener Schulen zu engagieren und kandidierte daraufhin 2008 auf der CSU-Liste für den Stadtrat, dem sie bis heute angehört.
Von 2014 bis 2020 war sie gemeinsam mit Walter Wörtz CSU-Fraktionsvorsitzende.
Bei der Kommunalwahl 2020 kandidierte sie als Bürgermeisterin von Senden und setzte sich am 15. März 2020 mit 53,6 % erfolgreich gegen ihre beiden Mitbewerber Raphael Bögge (Gemeinsam für Senden) und Maren Bachmann (SPD) durch.

## Zusätzliches Engagement
Schäfer-Rudolf engagiert sich ehrenamtlich in mehreren lokalen Institutionen und Initiativen.

## Privates
Schäfer-Rudolf ist seit 1994 verheiratet und hat drei Söhne.